# Ехінокандини

Каспофунгін

Мікафунгін

Ехінокандини — група напівсинтетичних протигрибкових препаратів, що є похідними ліпопептидів, які є продуктами ферментації грибків. Препарати цієї групи мають широкий спектр дії, мають як фунгістатичну, так і фунгіцидну дію, яка пов'язана з видом збудника. Першим представником групи був ехінокандин В, який уперше був синтезований у 1974 році, але не застосовувався у клінічній практиці у зв'язку із високою токсичністю. Другий препарат групи — цилофунгін, який був синтезований у 1980 році, також не знайшов застосування у практичній медицині. Сучасними препаратами групи ехінокандинів, які застосовуються у широкій клінічній практиці, є каспофунгін, мікафунгін та анідулафунгін.

## Механізм дії
Ехінокандини мають як фунгістатичну, так і фунгіцидну дію, що залежить від виду збудника. Механізм дії ехінокандинів полягає в інгібуванні ферменту 1,3-β-глюкан-синтази, що призводить до гальмування синтезу (1,3)-β-D-глюкану, що є важливим компонентом клітинної стінки багатьох патогенних грибків, та приводить до її руйнування. Саме у зв'язку із таким механізмом дії ехінокандини називають «протигрибковими пеніцилінами», оскільки пеніцилін має подібний механізм дії проти бактерій, а роль β-глюкану в клітинній стінці бактерій виконує пептидоглікан, який руйнується внаслідок дії пеніциліну та його похідних. Цей механізм суттєво відрізняється від дії інших груп протигрибкових препаратів, що дозволяє застосовувати їх у випадку нечутливості до азолів або полієнових антибіотиків. До ехінокандинів чутливі грибки родів Candida spp., Aspergillus spp., Histoplasma capsulatum, Blastomyces dermatitidis, Coccidioides immitis. До каспофунгіну чутливі Sporothrix schenckii та пневмоцисти. До ехінокандинів нечутливі грибки родів Cryptococcus spp., Fusarium spp., Scedosporium spp., Pseudallescheria spp., Trichosporon spp. та зигоміцети.

## Фармакокінетика
Ехінокандини застосовуються виключно внутрішньовенно, біодоступність при інфузійному введенні становить 100%. Після внутрішньовенного введення швидко розподіляються в організмі з високим зв'язуванням з білками плазми крові (97-99%). Високі концентрації створюються в печінці, легенях, селезінці, кишечнику. Ехінокандини погано проходять через гематоенцефалічний бар'єр. Препарати групи проникають через плацентарний бар'єр та виділяються в грудне молоко. Ехінокандини метаболізуються в печінці в невеликих кількостях або не метаболізуються, що дозволяє застосовувати їх при печінковій недостатності.

## Застосування
Ехінокандини застосовуються переважно при важких системних кандидозах та аспергільозах, що супроводжуються нейтропенією або значним зниженням імунітету, та у випадках непереносимості або неефективності інших видів протигрибкової терапії. Ехінокандини можуть застосовуватись при підозрі на грибкову інвазію у хворих з фебрильною нейтропенією.

## Побічна дія
При застосуванні ехінокандинів спостерігається менший відсоток побічних ефектів. Найчастішими побічними діями є порушення з боку шлунково-кишкового тракту — нудота, блювання, біль в животі, жовтяниця, холестатичний синдром. Можуть спостерігатися також побічні ефекти з боку нервової системи — головний біль, запаморочення, судоми, порушення зору; порушення серцево-судинної системи — гіпертензія або гіпотензія, аритмії, периферичні набряки. Спостерігаються алергічні реакції у вигляді шкірних проявів або бронхоспазму. У лабораторних аналізах можуть спостерігатись анемія, тромбоцитопенія, лейкопенія, еозинофілія, лімфопенія, тромбоцитоз, нейтропенія, гіпокаліємія, гіпомагніємія, гіперглікемія, підвищення рівня креатиніну та сечовини в крові, підвищення рівня білірубіну в крові, підвищення рівня активності амінотрансфераз та лужної фосфатази в крові.

## Протипокази
Ехінокандини протипоказані при підвищеній чутливості до препаратів групи. З обережністю препарати призначають при вагітності та печінковій недостатності. Під час лікування ехінокандинами рекомендовано припинити годування грудьми. З обережністю призначають в педіатричній практиці через відсутність даних про безпечність застосування у дітей.